# 朱倬
朱倬（1086年—1163年），字汉章，福州闽县（今福建省福州市）人，宋朝政治人物。

## 生平
宋徽宗宣和六年（1124年）朱倬中进士。任常州宜兴簿。金兵南下，朱倬为逃亡百姓备舟给食。涝灾，郡守派朱倬考察，除民田租十分之九。张浚推荐朱倬，任福建、广东财用所属官。上书说伪齐刘豫必败，被宋高宗赏识，入朝为官，和秦桧不和，贬为越州（治今浙江省绍兴市）教授。当时浙东有民起事，他捕获后因为是饥民，释放其大部。秦桧死后，朱倬知惠州（治今广东惠阳东），陛辞皇帝，宋高宗知朱倬被秦桧压制，命他为国子监丞，历任浙西提举、右正言、御史中丞。上奏发仓廪、蠲米价、减私盐、核军食。知贡举，迁参知政事。绍兴三十一年（1161年）三月庚寅，拜尚书右仆射。金朝皇帝完颜亮率兵临江，朱倬荐史浩、虞允文、王淮、陈俊卿、刘珙等人。宋高宗有禅位之意，朱倬密奏阻挡，于是不安求去。绍兴三十二年（1162年）六月乙亥，罢相以观文殿学士，提举江州（治今江西省九江市）太平兴国宫。次日，宋孝宗即位，任资政殿学士，明年致仕，朱倬卒。复原职，赠特进。
有聞在台灣東石御龍宮為主神，因生前精通易理，並為忠臣，死後歸天稱九巡天官中壇元帥，教化萬民，發揚籤詩文化，曾降乩指示建立籤詩文化館，推廣大眾正確的解讀籤詩，並瞭解籤詩的淵源。

## 延伸阅读
[在维基数据编辑]
 《宋史·卷372》，出自脱脱《宋史》